# قاهره (ایلینوی)
قاهره، ایلینوی (به انگلیسی: Cairo, Illinois) یک شهر در ایالات متحده آمریکا با جمعیت ۲٬۸۳۱ نفر است که در ایلی‌نوی واقع شده‌است.

## موقعیت جغرافیایی
موقعیت جغرافیایی شهرها و مناطق اطراف به شرح زیر است: